# Pont-Aubert
Le Pont-Aubert ou  Ruisseau du Pont Aubert est une rivière française du Massif central, dont le cours se situe dans le département de la Corrèze.

## Géographie
Le Pont-Aubert prend sa source à près de 600 mètres d’altitude, sur la commune de Neuvic, deux kilomètres à l’est de Saint-Hilaire-Luc.
Il passe à l’est de Soursac avant de rejoindre la Dordogne en rive droite, un kilomètre en aval du barrage de l'Aigle.

## Natura 2000
- La rivière du Pont-Aubert est répertorié dans le Réseau Natura 2000 comme site important pour la loutre (Lutra lutra) et l’écrevisse à pattes blanches (Austropotamobius pallipes).